# Phân cấp hành chính quận Dobong
Có 4 dong trong Dobong-gu.
- Banghak-dong (방학동 放鶴洞) 1, 2, 3
- Chang-dong (창동 倉洞) 1, 2, 3, 4, 5
- Dobong-dong (도봉동 道峰洞) 1, 2
- Ssangmun-dong (쌍문동 雙門洞) 1, 2, 3, 4

## Danh sách dân số và diện tích
| Tên           | Dân số  | Vùng                  | Mật độ dân số               |
| ------------- | ------- | --------------------- | --------------------------- |
| Banghak-dong  | 89,855  | 4.07 km² (1.57 sq mi) | 22,077 /km² (57,180 /sq mi) |
| Dobong-dong   | 56,990  | 9.55 km² (3.7 sq mi)  | 5,697 /km² (15,402 /sq mi)  |
| Chang-dong    | 136,898 | 4.35 km² (1.68 sq mi) | 31,471 /km² (81,509 /sq mi) |
| Ssangmun-dong | 84,893  | 2.81 km² (1.08 sq mi) | 30,211 /km² (78,246 /sq mi) |

## Thông tin chung
| Tên           | Phân khu                                                                   | Điểm hấp dẫn | Hình ảnh | Vị trí | Mô tả |
| ------------- | -------------------------------------------------------------------------- | ------------ | -------- | ------ | ----- |
| Banghak-dong  | - Banghak 1-dong - Banghak 2-dong - Banghak 3-dong                         |              |          |        |       |
| Chang-dong    | - Chang 1-dong - Chang 2-dong - Chang 3-dong - Chang 4-dong - Chang 5-dong |              |          |        |       |
| Dobong-dong   | - Dobong 1-dong - Dobong 2-dong                                            |              |          |        |       |
| Ssangmun-dong | - Ssangmun 1-dong - Ssangmun 2-dong - Ssangmun 3-dong - Ssangmun 4-dong    |              |          |        |       |